# 세무사
세무사(稅務士)는 사전적 의미로는 법에서 규정한 자격을 가지고, 납세 의무자의 부탁을 받아 세금 업무에 관한 일을 대신 처리하여 주거나 상담하는 일을 직업으로 하는 자를 말한다. 당사자의 세무관계를 대리한다는 면에서 변호사와 관련되나 변호사는 소송에 관한 행위 및 행정처분에 관해 본인을 대리함에 비해 세무사는 재산권에 관련한 절차 및 납세에 관한 업무를 대리한다.

## 세무사의 자격
세무사가 되려면 세무사 자격시험에 합격하고 일정기간 수습(6개월)을 마쳐야 한다.
시험응시에 전공, 학력 등의 제한은 없으며 영어시험을 대체하기 위한 어학성적(토익기준 700점 이상)을 보유하여야 한다.
- 1차 시험과목은 재정학, 세법개론, 회계학(재무회계,원가회계), 상법 중 회사편(민법이나 행정소송법을 선택할 수도 있음)으로 구성되어 있으며

- 2차 시험과목은 회계학1부(재무회계, 원가회계), 회계학2부(세무회계), 세법학1부(국세기본법, 법인세법, 소득세법, 상속세및증여세법), 세법학2부(부가가치세법, 개별소비세법, 지방세제, 조세특례제한법)로 구성되어 있다.

```
 회계학2부(세무회계)는 법인세, 소득세, 부가가치세, 상속세 및 증여세가 시험범위에 속한다(그러나 상속세 및 증여세는 거의 출제되지 않음).
 그리고 세법학2부의 지방세제는 지방세기본법, 지방세법, 지방세특례제한법으로 구성되어 있으며, 지방세법에서 취득세와 재산세, 그리고
 등록에 관한 등록면허세를 제외한 세목들은 시험범위에 속하지 않는다.
```

## 업무의 범위
세무사는 조세에 대한 상담을 하고, 의뢰인을 대리하여 세무에 대한 각종 서류를 작성하여 세무서에 신고, 신청, 청구하는 등의 일을 한다.
세무사가 맡는 주요 업무는 세무기장(稅務記帳)·신고대리(申告代理)·세무서류작성·세무상담 및 심판청구 등의 세무관련업무와 결산업무, 원장기장(元帳記帳) 및 결산표의 작성, 회계관계의 지도와 상담 등의 회계관계업무, 건설업 등의 기업진단업무, 그 밖에 경영관계의 지도와 상담 등이다.
세무사는 자신의 업무와 관련하여 비밀엄수의 의무, 성실의 의무, 장부비치의 의무 등을 지고 있다. 또한 세무사는 한국세무사회에 등록하여야 실질적인 세무사 업무를 수행할 수 있다. 세무사는 1개 소에 한하여 사무소를 설치할 수 있고, 5인 이상의 세무사로 구성되는 법인을 설립할 수도 있다.
세무사는 보수 있는 공무원을 겸할 수 없으며, 영리를 목적으로 하는 업무에 종사하거나 영리를 목적으로 하는 자의 사용인이 될 수 없고, 영리법인의 사원·이사·사용인이 될 수도 없다.
세무사는 내국세와 지방세에 관한 상담을 하며, 세금에 관한 장부나 서류 등을 조사하여 합법적이며 가장 유리한 납세절차에 대하여 의뢰자에게 조언한다. 사업자의 사업 실적에 대한 회계장부 작성을 대행하고 각종 세무신고를 대신해준다.
세무대리인으로서 신고서, 신청서, 이의신청, 심사 및 심판 청구서 등을 작성하여 세무서에 제출, 출두, 교섭을 하고 결과를 의뢰자에게 통보한다. 세무조정계산서 및 기타 세무관련 서류를 작성하고 조세에 관한 신고를 위한 회계장부작성을 대행한다.

## 적성 및 비전
세무사는 정확한 수량화와 체계화를 위한 분석이 필요하기 때문에 뛰어난 수리적 능력과 분석적 사고능력을 갖추어야 한다. 또한 고객의 정보를 보호하고 세무업무의 공정성과 정확성을 위해 강한 윤리의식과 책임감, 성실함, 치밀하고 꼼꼼함, 신뢰감 있는 성격이 요구된다.
세무사의 진로는 다양하다. 개업을 하거나 세무법인의 구성원이 되는 것이 가장 일반적이며, 공기업, 금융권, 국세청 또는 세무서, 대기업, 중견기업 등에서 활약하기도 한다. 세무사자격증이 미래를 보장해주지는 않으나, 노력여하에 따라 고소득을 얻는 것이 가능하다. 또한 세금은 대다수 국민의 생활과 직, 간접적으로 연관된 문제이기 때문에, 많은 곳에서 세무사를 필요로 한다.

## 개정안
공인회계사 자격으로 세무사 자격을 부여받을 수 없다. 그러나 공인회계사 자격으로도 세무대리가 가능하다. 공인회계사의 세무사 자격부여 폐지에 대한 세무사법 개정안이 국회 본회의 의결을 거쳐 통과되었다.
2013년 1월 1일 개정 세무사법에 따르면 그동안 세무사들은 세무사시험에 합격 후 개업이전에 6개월 이상(자동자격, 일부시험 면제자는 1개월)의 실무교육만 받으면 평생 의무교육이 없었으나, 앞으로는 전문성과 윤리의식을 높이기 위해 매년 8시간 이상의 보수교육을 받아야 한다. 또한 세무사회의 명칭을 '한국세무사회'로 변경하는 한편 세무사의 품위 향상과 직무의 개선·발전을 도모하고, 세무사에 대한 지도 및 감독에 관한 사무를 할 수 있도록 명문화했다.

## 변호사의 경우
과거에는 변호사 자격을 취득함과 동시에 자동으로 세무사 자격을 취득했으나 지난 2003년 세무사법 개정을 통해 세무사 자격 자동 취득을 하되 세무사로서 등록은 하지 못하도록 변경됐다. 

## 판례
- 세무사법은 세무사와 세무사였던 자 또는 그 사무직원과 사무직원이었던 자가 직무상 지득한 비밀을 누설하는 행위를 처벌하고 있을 뿐 비밀을 누설받는 상대방을 처벌하는 규정이 없으므로 세무사의 사무직원으로부터 그가 직무상 지득한 비밀을 기재한 서면을 교부받은 행위는 세무사법상 직무상 비밀누설죄의 공동정범에 해당하지 않는다[3]

## 같이 보기
- 공인회계사
- 변호사
- 미국세무사